# Ángel Víctor Torres Pérez
Ángel Víctor Torres Pérez (Arucas, Gran Canària, 30 de març de 1966) és un polític canari, secretari general del PSOE de Canàries i el President de Canàries des del 16 de juliol de 2019 fins al juliol de 2023. Actualment és ministre de Política Territorial i Memòria Democràtica del govern d'Espanya.

## Biografia
Nascut en Arucas, és llicenciat en Filologia Hispànica per la Universitat de la Llacuna, a on es va doctorar el 1991. Després d'opositar per fer classe en secundària, va exercir com a docent en diversos instituts de Gran Canària fins a l'any 2000. Ha publicat diversos llibres i ha destacat en certàmens literaris.
Va començar la seva carrera política l'any 1999 en ser triat com a regidor de l'Ajuntament d'Arucas. El 2001 va ser triat secretari general d'aquesta agrupació i després de l'eleccions municipals de 2003 es va convertir en alcalde de la seva localitat. En les eleccions municipals de 2007 va tornar a ser el cap de llista més votat, però un pacte entre forces polítiques el va enviar a l'oposició. El 2009 va entrar com a diputat al Congrés dels Diputats, en substitució de Juan Fernando López Aguilar. Entre 2009 i 2011 va ser tinent d'alcalde d'Arucas. Després de les eleccions municipals de 2011 va tornar a ocupar l'alcaldia d'Arucas, fins a les eleccions de 2015, quan va encapçalar la llista del PSOE al cabildo de Gran Canària. Després d'un pacte amb Nova Canàries, fuer nomenat vicepresident primer i conseller d'Obres Públiques, Infraestructura i Esports del Cabildo de Gran Canària.
El 23 de juliol de 2017 va ser escollit secretari general del PSOE de Canàries, després d'haver guanyat les primàries a Patricia Hernández i Juan Fernando López Aguilar, sent proclamat al congrés regional celebrat al setembre de 2017.
En les eleccions autonòmiques de maig de 2019 es va presentar com a candidat a la Presidència de Canàries, resultant guanyador en vots (257.642, 28,85 %) i en parlamentaris (25). El 12 de juliol de 2019 va ser proclamat President del Govern de Canàries amb el suport de Nova Canàries, Sí Podemos i Agrupación Socialista Gomera després d'aconseguir un acord per a un executiu de coalició.

## Càrrecs exercits
- Regidor de l'Ajuntament d'Arucas (1999-2015).
- Alcalde d'Arucas (2003-2007).
- Diputat per la província de Las Palmas al Congrés dels Diputats (2009-2011)
- Secretari general del PSOE de Gran Canària (2010-2017).
- Alcalde d'Arucas (segon mandat) (2011-2015).
- Vicepresident primer del Cabildo de Gran Canària (2015-2019).
- Conseller d'Obres Públiques, Infraestructura i Esports del Cabildo de Gran Canària (2015-2019).
- Secretari general del PSOE de Gran Canària (des de 2017).
- Diputat del Parlament de Canàries (des de 2019).
- President del Govern de Canàries (2019-2023)
- Ministre de Política Territorial i Memòria democràtica (2023-)